# Montes Elefante (Indochina)
Los Montes Elefante o Montes Dâmrei son una cadena montañosa situada en el suroeste de Camboya. Cuentan con una elevación de entre 500 y 1000 m s. n. m. Su altura máxima es el Phnom Bokor (Monte Bokor), con 1081 m s. n. m.
Son el principal centro nacional de la industria de la pimienta, un sector que se ha desarrollado lentamente desde los años noventa.

## Turismo

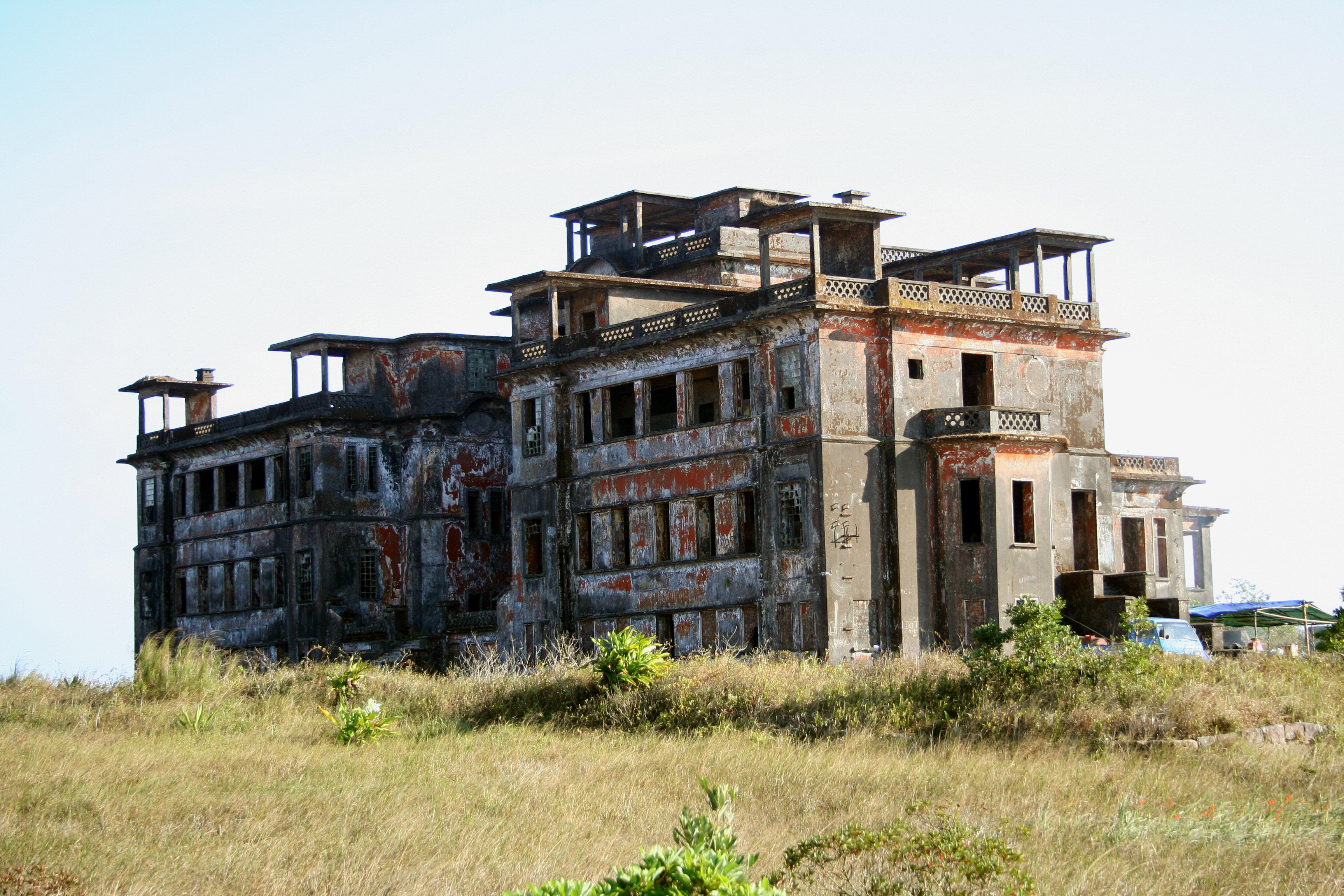
Hotel de Bokor.

En ellos se encuentra la Estación del Monte Bokor, una estación turística francesa abandonada en 1922 en las afueras de la capital de la Provincia de Kompot. 
Sus ruinas y su clima agradable atraen a los turistas.